# Worcester Cross (manzana)
Worcester Cross es una  variedad cultivar de manzano (Malus domestica). 
Un híbrido del cruce de Cox's Orange Pippin x Wealthy. Criado en 1920 en la "Long Ashton Research Station" (Estación Científica Long Ashton), Bristol. Introducido en 1932. Las frutas tienen una pulpa firme y moderadamente crujiente con un sabor moderadamente dulce.

## Historia
'Worcester Cross' es una variedad de manzana, híbrido del cruce de Cox's Orange Pippin x Wealthy. Desarrollado y criado a partir de 'Cox's Orange Pippin' mediante una polinización de 'Wealthy', en la "Long Ashton Research Station" (Estación Científica Long Ashton), Bristol Inglaterra, (Reino Unido) a principios del siglo XX. La fruta de este cruce se introdujo en el mercado en 1932.
'Worcester Cross' se cultiva en la National Fruit Collection con el número de accesión: 1934-004 y Accession name: Worcester Cross.

## Características
'Worcester Cross' árbol de extensión erguida, de vigor moderadamente vigoroso, portador de espuela. Tiene un tiempo de floración que comienza a partir del 3 de mayo con el 10% de floración, para el 8 de mayo tiene una floración completa (80%), y para el 15 de mayo tiene un 90% caída de pétalos.
'Worcester Cross' tiene una talla de fruto medio; forma amplia globoso cónica, con una altura de 51.00mm, y con una anchura de 67.00mm; con nervaduras muy débiles; epidermis con color de fondo verde madurando a amarillo pálido, con un sobre color rojo, importancia del sobre color alto, y patrón del sobre color lavado de un rojo intenso en la cara expuesta al sol y marcada con abundantes manchas de color claro, "russeting" (pardeamiento áspero superficial que presentan algunas variedades) bajo; la piel adquiere una sensación grasosa en la madurez; cáliz mediano y parcialmente abierto, ubicado en una cuenca profunda, ancha y arrugada; pedúnculo delgado y corto, colocado en una cuenca profunda y estrecha; carne es de color crema pálido, firme y crujiente. Sabor dulce y ligeramente ácido, afrutado y aromático.
Listo para cosechar a principios de septiembre. Se conserva bien durante dos meses en cámaras frigoríficas.

## Usos
Una buena manzana de uso de postre fresca en mesa.

## Ploidismo
Diploide, auto estéril. Grupo de polinización: C, Día 11.